# Corey St. Clair
Corey St. Clair (ur. 4 września 1976) – amerykański trójboista siłowy i profesjonalny strongman.

## Życiorys
Corey St. Clair trenuje sporty siłowe od 1996 r. Od 2000 r. trenuje jako strongman.
Jest trenerem sportów siłowych i prowadzi klub treningowy St Clair Strength and Fitness (SSF), umiejscowiony w Eagle (Idaho).
Mieszka w mieście Meridian (Idaho).
Wymiary:
- wzrost 196 cm
- waga 136 - 141 kg

Rekordy życiowe:
- przysiad 272,4 kg
- wyciskanie 204,3 kg
- martwy ciąg 333,7 kg

## Osiągnięcia strongman
- 2001
  - 3. miejsce - Mistrzostwa Stanu Waszyngton Strongman
- 2005
  - 7. miejsce - FitExpo 2005
  - 7. miejsce - Super Seria 2005: Venice Beach
- 2007
  - 10. miejsce - All-American Strongman Challenge 2007
  - 8. miejsce - Super Seria 2007: Venice Beach
  - 6. miejsce - Mistrzostwa Ameryki Północnej Strongman 2007
- 2008
  - 14. miejsce - All-American Strongman Challenge 2008[4]
  - 6. miejsce - Mistrzostwa Ameryki Północnej Strongman 2008
- 2009
  - 7. miejsce - Mistrzostwa Ameryki Północnej Strongman 2009
- 2010
  - 12. miejsce - All-American Strongman Challenge 2010[5]